# Radfordia
Radfordia ist eine Gattung der Milben aus der Familie Myobiidae mit weltweiter Verbreitung. Die im Fell bei Nagetieren vorkommende Gattung umfasst 19 Arten. Neben Vertretern dieser Gattung parasitieren nur Vertreter der Gattung Myobia bei Nagetieren. Bei beiden ist das erste Beinpaar unsegmentiert und ohne Krallen (siehe auch Tarsus der Gliederfüßer). Am zweiten Beinpaar finden sich bei Radfordia je zwei Krallen, am 3. und 4. nur jeweils eine. Bei Myobia hat auch das zweite Beinpaar nur je eine Kralle.
Arten:
- Radfordia affinis (Poppe, 1896)
- Radfordia arvicolae (Fain & Lukoschus, 1977)
- Radfordia eliomys (Fain & Lukoschus, 1973)
- Radfordia ensifera (Poppe, 1896)
- Radfordia hata (Uchikawa, Nakata & Takahashi, 1997)
- Radfordia japonica (Uchikawa, Nakata & Takahashi, 1997)
- Radfordia lancearia (Poppe, 1908)
- Radfordia lemnina (Koch, 1841)
- Radfordia mikado (Uchikawa, Nakata & Takahashi, 1997)
- Radfordia mirabilis
- Radfordia palustris (Fain & Lukoschus, 1977)
- Radfordia zibethicalis (Radford, 1936)